# Delia danae
Delia danae este o specie de muște din genul Delia, familia Anthomyiidae, descrisă de Griffiths în anul 1992.
Este endemică în California. Conform Catalogue of Life specia Delia danae nu are subspecii cunoscute.